# 上海交通大学上海高级金融学院
上海高级金融学院是上海市政府依托上海交通大学建设的一个商学院模式的学院，涵盖金融MBA、金融EMBA、金融硕士、金融学博士及高端培训等项目，并将开设DBA（工商管理博士）。
2008年1月25日，上海交通大学向上海市委书记俞正声递交《上海交通大学关于创办中国金融学院的建议》，随后俞正声及上海市市长韩正对之作出批示，学院因此于2009年4月19日揭牌成立。
上海市副市长屠光绍为该学院理事长；上海交通大学党委书记马德秀，上海市财政局局长蒋卓庆，上海市发改委主任周波，上海市教委主任薛明扬，上海市金融办主任方星海，上海交通大学副校长郑成良、黄震，麻省理工学院斯隆管理学院金融学讲席教授王江及宾夕法尼亚大学沃顿商学院金融及经济学讲席教授Franklin Allen任副理事长。
2020年6月15日，英国《金融时报》（Financial Times，以下简称FT）公布了2020年全球金融硕士项目排名榜单。上海交通大学上海高级金融学院（高金/SAIF）金融硕士（简称MF）项目再创佳绩，综合排名继续蝉联亚洲第一，这也是高金MF连续第三次在该榜单中排名亚洲榜首。